# المجال الفرعي القمري

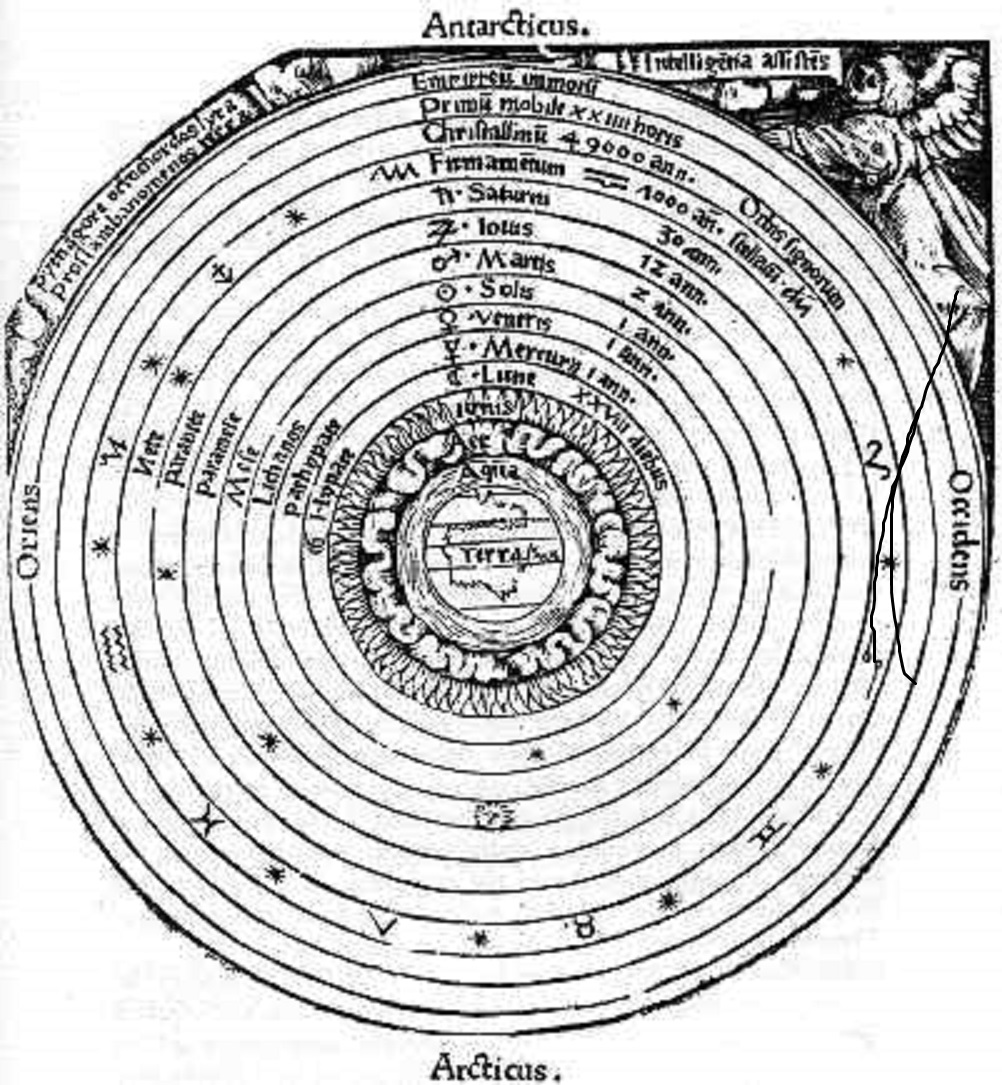
الكون الأرسطي

المجال الفرعي القمري أو كرة القمر حسب الفيزياء الأرسطية وعلم الفلك اليوناني، فهو منطقة الكون المتمركز حول الأرض أسفل القمر، ويتألف من العناصر الأربعة التقليدية: الأرض، والماء، والهواء، والنار. كان المجال الفرعي القمري هو عالم الطبيعة المتغيرة. بدءًا من القمر، وحتى حدود الكون، كان كل شيء (في علم الفلك التقليدي) دائمًا ومنتظمًا وغير متغير، في منطقة الأثير حيث توجد الكواكب والنجوم. وفقط في المجال الفرعي القمري كان تأثير قوى الفيزياء.

## تطور المفهوم
ساعد أفلاطون وأرسطو في صياغة النظرية الأصلية للمجال الفرعي القمري في العصور القديمة، كانت الفكرة تسير جنبًا إلى جنب مع مركزية الأرض ومفهوم الأرض الكروية.
نقل علماء العصر الذهبي للإسلام، وعلى رأسهم ابن سينا فكرة أرسطو إلى العصور الوسطى عن التوليد والفساد الذي يقتصر على المجال الفرعي القمري. ثم علماء القرون الوسطى في عصر النهضة الأوروبي، مثل توما الأكويني، الذي رسم التقسيم بين المجالات السماوية والفلكية الفرعية في عمله الخلاصات اللاهوتية، وأيضًا شيشرون ولوكان لإدراكهم للحدود الكبيرة بين الطبيعة والسماء، والأجواء القمرية والأثيرية. كانت نتيجة عقليات العصور الوسطى هو تشكيل وعي منتشر لوجود ما أسماه لويس الانقسام الكبير من الأثير إلى الهواء، ومن «الجنة» إلى «الطبيعة»، ومن العالم من الآلهة (أو الملائكة) إلى الشياطين، من عالم الضرورة إلى عالم الصدفة، من غير القابل للفساد إلى الفاسد.
ومع ذلك ، بدأت نظريات كوبرنيكوس في تحدي التمييز بين القمري والأثير. في أعقابه، أدت ملاحظات تيخو براهي عن نجم جديد (مُستعر) والمذنبات في السماوات التي يُفترض أنها لا تتغير إلى تقويض وجهة النظر الأرسطية. رأى توماس كون قدرة العلماء الجديدة على رؤية التغيير في السماوات «غير القابلة للفساد» كمثال تقليدي للإمكانيات الجديدة التي يفتحها التحول النموذجي.

## الفروع الأدبية
تصور دانتي أن جبل برغاتي مرتفع جدًّا، لدرجة أنه وصل إلى ما فوق المجال الفرعي القمري، بحيث «تكون هذه المنحدرات خالية من كل تغير طبيعي». أشاد صمويل جونسون بمسرحيات شكسبير ووصفها بأنها «تعرض الحالة الحقيقية لطبيعة ما دون القمري، التي يشترك فيها الخير والشر، والفرح والحزن، فكلها متداخلة».

## طالِع أيضًا
- مجالات سماوية
- العلة الأولى

## للقراءة المتعمقة
- بارنز، «أرسطو» (1982)
- أور، م.ر. «دانتي وعلماء الفلك في العصور الوسطى» (1956)
- توماس كون، «الثورة الكبرنيكية» (1957)

## روابط خارجية
- مركزية الأرض أو الفكرة البطلمية للكون